# Saint-Siméon, Seine-et-Marne
Saint-Siméon är en kommun i departementet Seine-et-Marne i regionen Île-de-France i norra Frankrike. Kommunen ligger i kantonen La Ferté-Gaucher som tillhör arrondissementet Provins. År 2022 hade Saint-Siméon 895 invånare.

## Befolkningsutveckling
Antalet invånare i kommunen Saint-Siméon
| Referens: INSEE |